# Varietät (Kybernetik)
In der Kybernetik bezeichnet man eine Zunahme (wachsenden Vorrat) an Wirk-, Handlungs- und Kommunikationsmöglichkeiten eines Systems mit dem Begriff der zunehmenden Varietät. Gemäß W. Ross Ashby dient die Varietät der Messung der Komplexität eines Systems.

## Varietätstheorem
Das Varietätstheorem beschreibt die Zusammenhänge zwischen Störungen S, die auf ein System einwirken, den möglichen Systemreaktionen R und den sich daraus ergebenden Konsequenzen K:
{\displaystyle V_{k}\geq V_{S}/V_{R}}
das heißt, die Varietät der Konsequenzen kann nicht geringer sein als das Verhältnis der Varietäten der Störungen und den möglichen Reaktionen.

## Varietätszahl und Varietätsgrad
Hierzu wurden nach Frahm  Varietätszahl und Varietätsgrad eingeführt. Beide Größen dienen der Messung der Komplexität in der Kybernetik und sind wie nachfolgend definiert beschrieben:
Die Varietätszahl beschreibt den Quotienten der Summe aller Wechselbeziehungen W einer Projektstruktur zur Anzahl der Ordnungsebenen OE.
{\displaystyle V_{Z}={\frac {\sum W}{\sum OE}}}
Der Varietätsgrad ist der Quotient aus der Summe aller Wechselbeziehungen W zu der Anzahl der Knoten K der Projektstruktur.
{\displaystyle V_{G}={\frac {\sum W}{\sum K}}}